# Fujiwara no Kamatari
Fujiwara no Kamatari (japanski 藤原 鎌足, ふじわら の かまたり, 22. godina carice Suiko/614. – 16. dan 10. mjeseca 8. godine cara Tenjija/14. studenoga 669.) bio je japanski državnik, političar i dvorjanin na japanskom dvoru u razdoblju Asuci.
Osnivač je japanskog klana Fujiware. Sam Kamatari je rodom iz klana Nakatomija. Sin je Nakatomija no Mikeka. Ime koje je Fujiwara no Kamatari dobio kad se rodio bilo je Nakatomi no Kamatari (japanski 中臣 鎌足). Malo prije nego što je umro, primio je prezime Fujiwara koje mu je dodijelio car Tenji.
Kamatarijev sin bio je Fujiwara no Fuhito (Fubito), važni dostojanstvenik na dvoru. Kamatarijev nećak Nakatomi no Omimaro postao je glavnom osobom šintoističkog svetišta Isea (Ise Jingū, 伊勢神宮) posvećenog božici Amaterasu. Svetište se nalazi u istoimenom gradu.
Bio je prijatelj i podupiratelj carevića Nake no Ōea (Naka no Ōe) koji je poslije postao car Tenji. Kamatari je bio glavni Jingi no Haku odnosno ritualista šinta. Kao takav bio je glavnim protivnikom rastuće moći i raširenosti budizma na dvoru i u narodu. Ishod toga je taj da su 645. godine carević Naka no Ōe i Kamatari napravili državni udar na dvoru, poznat u povijesnoj znanosti kao izgred Isshi (乙巳の変, Isshi no Hen) ili izgred iz 645. godine. Carević je zaklao državnika Sogu no Iruku koji je mnogo utjecao na caricu Kōgyoku. Nakon toga se je ubio Irucin otac Soga no Emishi.
Caria Kōgyoku je bila prisiljena abdicirati u korist njena mlađeg brata koji je postao car Kōtoku. Kōtoku je potom postavio Kamatarija za naidaijina (ministra unutarnjih poslova).